# Kanaanäische und Aramäische Inschriften
Kanaanäische und Aramäische Inschriften (по-русски — ханаанейские и арамейские [эпиграфические] надписи), или KAI — стандартный источник оригинальных текстов, написанных на ханаанских и арамейских языках, не содержащихся в Танахе или Ветхом Завете. Впервые он был опубликован с 1960 по 1964 год в трёх томах немецкими востоковедами Гербертом Доннером и Вольфгангом Роллигом и был обновлён во многих последующих изданиях.
В работе была предпринята попытка «интегрировать филологию, палеографию и историю культуры» в повторно отредактированные (с комментариями) подборки ханаанских и арамейских надписей с использованием «подходящего исходного материала для финикийского, пунического, моавитского, еврейского языка до изгнания евреев (из Палестины) и древнего арамейского языка». Роллиг и Доннер пользовались поддержкой Уильяма Ф. Олбрайта в Балтиморе, Джеймса Жермена Фервье в Париже и Джорджо Леви Делла Вида в Риме во время составления первого издания.

## Финикийские надписи

### A.I: С «Родины» (KAI 1-22, 280-286)
Библ
- KAI 1: Саркофаг царя Ахирама
- KAI 4: Yehimilk inscription
- KAI 5: Надпись Абибала
- KAI 6: Бюст Осоркона
- KAI 7: Надпись Шипитбаала
- KAI 9: Надпись сына Шипитбаала
- KAI 10: Yehawmilk Stele
- KAI 11: Batnoam inscription

Сидон
- KAI 13: Саркофаг Табнита
- KAI 14: Саркофаг Эшмуназара
- KAI 15-16: Бодастартовы надписи в Храме Эшмуна

Tel Miqne
- KAI 286: Экронская надпись

### A.II: Из Сирии и Малой Азии (KAI 23-29, 287)
Самаль
- KAI 24: Киламува стела

Каратепе
- KAI 26: Karatepe bilingual

### A.III: С островов (KAI 30-47, 288-292)
Сардиния
- KAI 46: Nora Stone

Мальта
- KAI 47: Cippi of Melqart

### A.Дополнение: Из материковой Европы (KAI 277, 294)
- KAI 277: Скрижали из Пирги
- KAI 294: Севильская статуя Астарты

## D. Моавитские и Аммонитские надписи (KAI 181, 306, 307-308)
- KAI 181: Стела Меша
- KAI 306: Надпись из Эль-Керак
- KAI 307: Amman Citadel Inscription
- KAI 308: Tell Siran bottle inscription

## E. Еврейские надписи (KAI 182-200)
- KAI 182: Календарь из Гезера
- KAI 183-188: Samaria Ostraca
- KAI 189: Силоамская надпись
- KAI 190: Ophel ostracon
- KAI 191: Shebna inscription
- KAI 192-199: Лахишские письма
- KAI 200: Yavne-Yam ostracon

## F. Арамейские надписи

### F.I: Из Сирии, Палестины и Пустыни Аравийского полуострова (KAI 201-230, 309-317)
Tell Afis
- KAI 202: Стела Заккур

Самаль
- KAI 214–215: Надписи Panamuwa — на отличительном языке, теперь известном как самальский.

Сафира
- KAI 222-224: Сафирские стелы

Телль-Фехерия
- KAI 309: Двуязычная надпись из Телль-Фехерия

Тель-Дан
- KAI 301: Стела Тель-Дана

Deir Alla
- KAI 312: Надпись из Дейр-Алла — не принято считать арамейским

### F.IV: Из Египта (KAI 266-272)
KAI 266: Папирус Адона

### F.V: Из отдалённых районов (KAI 273-276, 279, 320)
- KAI 273: Арамейская надпись из Таксилы
- KAI 276: Стела Серапеиты
- KAI 279: Кандагарская двуязычная надпись